# Stato di Buenos Aires
Lo stato di Buenos Aires (Estado de Buenos Aires in spagnolo) è stata una repubblica nata dalla secessione della provincia di Buenos Aires dal resto della Confederazione Argentina nel 1852. Dopo nove anni ed una serie di scontri armati le due entità si riunirono nel 1861.

## Storia

### Il post Rosas
Con la vittoria di Justo José de Urquiza nella battaglia di Caseros il 3 febbraio 1852, terminavano vent'anni di dittatura rosista sulla Confederazione Argentina. Con il nuovo equilibrio venutosi a creare nel Paese, i federales delle province dell'interno iniziarono a stendere le nuove basi del futuro sistema politico basandosi sul patto del 1831. Con la stesura del protocollo di Palermo e l'accordo di San Nicolás del 31 maggio 1852, Urquiza si assicurò così la nomina a Direttore Provvisorio confederale. Con il nuovo ordinamento le province vedevano finalmente garantita una rappresentatività paritaria ed inoltre veniva convocata per l'anno seguente una costituente a Santa Fe. Sul piano economico una delle misure più discusse riguardava direttamente uno dei pilastri del sistema economico di Buenos Aires, la dogana, i cui introiti sarebbero stati gestiti e ripartiti direttamente dal governo della Confederazione.

### La rivolta dell'11 settembre
Nonostante la presenza a San Nicolás del governatore di Buenos Aires, l'ex presidente Vicente López y Planes, l'assemblea legislativa porteña rigettò l'accordo. Il principale oppositore di Urquiza e dei federales fu Bartolomé Mitre, unitario e anti-rosista, il quale era rientrato nella sua città natale dopo anni di esilio per le posizioni politiche della sua famiglia. 
Il 26 giugno López si dimise dalla carica di governatore. Urquiza prese così le redini del potere iniziando una persecuzioni nei confronti dei politici e degli organi di stampa a lui ostili. L'8 settembre il caudillo entrerriano lasciò la città alla volta di Santa Fe, dov'erano in corso i preparativi per la costituente. Come successore Urquiza nominò provvisoriamente José Miguel Galán. L'11 settembre una rivolta guidata da Mitre, Valentín Alsina e dal generale José María Pirán rovesciò il governo federale. Per ottenere l'alleanza dei federales, nonché quella degli ex-rosisti, Alsina nominò governatore di Buenos Aires il generale Manuel Guillermo Pinto il giorno stesso della rivolta.
Il 31 ottobre seguente Alsina fu proclamato nuovo governatore. Venne così lanciata un'offensiva verso la Confederazione, tuttavia la spedizione si rivelò un completo fallimento. Il 1º dicembre il comandante della guarnigione di Guardia de Luján Hilario Lagos, vecchio ufficiale rosista, si ribellò e cinse d'assedio la città di Buenos Aires. Per piegare la resistenza porteña e supportare gli assedianti, Urquiza lanciò un blocco navale contro il porto. Nonostante le dimissioni di Alsina, Buenos Aires fu assediata sino al giugno dell'anno seguente.

### I governi costituzionali
Il 28 giugno 1853 fu eletto governatore il giurista Pastor Obligado. Questi intraprese una serie di riforme politiche ed economiche volte a dotare lo stato secessionista di una prima impalcatura istituzionale. L'anno seguente fu emanata una costituzione stesa dal giurista Dalmacio Vélez Sársfield, che stabiliva un sistema politico bicamerale e garantiva libertà di culto. Il 30 ottobre 1855 fu condotto su tutto il territorio dello stato di Buenos Aires un censimento. Venne riformato l'istituto dell'enfiteusi per la gestione della terra pubblica e fu potenziata l'istruzione pubblica. La capitale Buenos Aires si dotò di un sistema di illuminazione a gas e di un sistema fognario. 
Grazie ai proventi del porto e della dogana poterono poi essere introdotte costruite importanti infrastrutture, come la prima ferrovia argentina, inaugurata il 30 agosto 1857. Nelle Pampas poterono così affluire nuovi coloni d'origine europea, il cui insediamento fu favorito da una serie di campagne militari contro i nativi americani e dalla conseguente fondazione di nuovi villaggi come Chivilcoy e La Paz. In questi anni si registrò anche un surplus nella produzione del grano che iniziò così ad essere esportato.

## Fine
Le continue tensioni con il governo della Confederazione Argentina, incentrate principalmente sul commercio estero, culminarono da una parte e dall'altra in una serie di leggi volte a favorire l'approdo delle navi straniere nei rispettivi porti. Constatata la sempre maggior difficoltà economiche dell'interno, Urquiza decise di attaccare Buenos Aires al fine far rientrare la secessione.
Sconfitto così l'esercito di Mitre a Cepeda nel 1859, il governo federale stipulò con i porteños un patto che avviava un percorso di reintegrazione di Buenos Aires all'interno della Confederazione in cambio di alcune modifiche costituzionali e di temporanee concessioni sulla gestione della dogana.
Nonostante il trattato appena siglato, Mitre ricostituì un esercito che nel settembre 1861 sconfisse le truppe di Urquiza a Pavón. Questo scontro segnò la fine del progetto politico della Confederazione, dando contemporaneamente inizio al processo di costituzione del moderno stato argentino sotto la guida liberale di Buenos Aires.
Mitre fu nominato presidente dell'Argentina il 12 ottobre 1862.